# Max Casella
Max Casella (Washington D.C., 6 de juny de 1967) és un actor estatunidenc. És especialment conegut per les seves actuacions en sèries de televisió com The Sopranos, Doogie Howser, M.D., i com la veu de Daxter en la sèrie de videojocs Jak and Daxter.

## Biografia
Casella va néixer a Washington DC, fill de Doris Casella, treballadora social, i David Deitch, columnista en un diari. Per part paterna té ascendència jueva de Polònia i Rússia, per part materna té ascendència italiana; la seva àvia era de Nàpols i el seu avi de Calàbria Va créixer a Cambridge, Massachusetts, on va assistir a la mateixa escola que Traci Bingham i Matt Damon.
El seu primer paper va ser en un telefilm titulat Ephraim McDowell's Kentucky Ride (1981). Anys més tard, va arribar a la sèrie de televisió L'equalitzador, on va actuar en un episodi transmès el 1988. L'any següent, va participar en un episodi de la sèrie còmica Kate & Allie. Des de 1989 fins a 1993 va interpretar a Vincent Delpino en la sèrie Doogie Howser M.D. El 1992, va interpretar a Racetrack Higgins en Newsies; la pel·lícula estava basada en els fets succeïts el 1899 quan els venedors de periòdics van fer una vaga contra Joseph Pulitzer i William Randolph Hearst. El 1997, Casella va fer de Timó en la producció de Broadway d'El rei lleó. També va formar part del musical The Music Man i va fer el paper del soldat Dino Paparelli en Sgt. Bilko.
Va ser integrant del repartiment de la sèrie The Sopranos des de la tercera temporada, interpretant a Benny Fazio. Altres dels seus papers inclouen a Paul Marco en el biopic Ed Wood (1994) de Tim Burton, el lladregot d'estar per casa Nicky Shivers, la comèdia de gángsters Una teràpia perillosa (1999), Dick Howser en la miniserie The Bronx Is Burning (2007), el pingüí anomenat Tip en La sirena 2: retorn al mar (2000) i com Mack Steiner en Leatherheads (2008) de George Clooney.
El 2010 va participar en la sèrie de HBO Boardwalk Empire, interpretant al gángster Leo D'Alessio durant la primera temporada. Més tard, el 2016, va aparèixer en una altra sèrie de la mateixa cadena, Vinyl, interpretant al director de la companyia discogràfica Julie Silver, un paper que el creador de la sèrie Terence Winter va escriure específicament tenint Casella al cap.
Està casat amb Leona Robbins des de l'any 2002 i tenen dues filles, Mia i Gioia. La família viu a Nova York.

## Filmografia

### Cinema
| - Newsies (1992) - Racetrack Higgins - Ed Wood (1994) - Paul Marco - Windrunner (1995) - Denny LeBlanc - Sgt. Bilko (1996) - Pvt. Dino Paparelli - Trial and Error (1997) - Dr. Brown - Una teràpia perillosa (Analyze This) (1999) - Nicky Shivers - Freak Talks About Sex (1999) - Freak's High School Friend - The Little Mermaid II: Return to the Sea (2000) - Tip (veu) - Dinosaure (Dinosaur) (2000) - Zini (veu) - Behind the Seams (2000) - Jeff - King of the Open Mics (2000) - Heckler - The Notorious Bettie Page (2005) - Howie - Bristol Boys (2006) - Donny - Scaring the Fish (2008) - Dennis - Leatherheads (2008) - Max Steiner - Revolutionary Road (2008) - Ed Small - Big Mommas: Like Father, Like Son (2011) - Anthony Canetti | - Somewhere Tonight (2011) - Fred - Killing Them Softly (2012) - Barry Caprio - Blue Jasmine (2013) - Eddie - Oldboy (2013) - Jake Preston - Inside Llewyn Davis (2013) - Poppy Corsicatto - The Last of Robin Hood (2013) - Stanley Kubrick - Fading Gigolo (2013) - Xic al taulell - PAW Patrol (2013) - Chase - Wild Card (2015) - Osgood - Applesauce (2015) - Les - Christmas Eve (2015) - Randy - Jackie (2016) - Jack Valenti - Live by Night (2016) - Digger Pescatore - Wonder Wheel (2017) - Ryan - Night Comes On (2018) - Mark - Late Night (2019) - Burditt - The Rhythm Section (2020) - Leon Giler |

### Videojocs
- Jak and Daxter series (2001–present) - Daxter